# Christen Pram Gad
Christen Pram Gad (født 22. juli 1801 i Rø på Bornholm, død 1. maj 1877) var en dansk præst, søn af sognepræst Elieser Gad og Søster Christiane, født Stenersen, bror til Peter Christian Stenersen Gad.
Gad deponerede 1817 fra Frederiksborg Skole, tog teologisk embedseksamen 1822 og oprettede derefter i forening med C.H. Visby et privat institut under universitetsdirektionens tilsyn, men allerede 1824 blev han sognepræst i Thorshavn, hvorfra han 1833 forflyttedes til Rudkøbing og Skrøbelev; her blev han tillige provst for Langeland. Da faderen døde 1838, blev han året efter hans eftermand som 2. præst ved Roskilde Domkirke. I 1846 blev han sognepræst ved Helligaandskirken i København og 1856 sognepræst for Stouby og Hornum ved Vejle, hvor han døde. Han ægtede 1824 Marie Elisabeth Olsen (født 1798), datter af sorenskriver på Færøerne Laurids Olsen. Hun døde næppe en måned før hendes ægtefælle.
Som teolog hørte Gad nærmest til H.N. Clausens retning, ligesom han stod i nær venskabsforbindelse med denne og var en slægtning af hans hustru. Han har kun udgivet nogle taler og skrevet en del artikler i tidsskrifter og blade; men han kom til at tage del både i arbejdet på indførelsen af en ny salmebog og i de bestræbelser, som fra gejstlighedens side gjordes for at få virkeliggjort Grundlovens løfte om en kirkeforfatning. Roskilde Præstekonvent havde 1846 nedsat en komité for udarbejdelsen af en ny salmebog; denne bestod af Hammerich, Fenger og Kolthoff; men da den sidste 1847 udtrådte, kom Gad i hans sted. Prøveudgaven udkom 1850 og den egentlige salmebog 1852. Den indeholder et par salmer forfattede af ham. I kommissionen havde han i modsætning til dens andre medlemmer været talsmand for, at salmerne skulde være korte, og at der skulle optages en del af den evangelisk-kristelige salmebog; denne tog han i Roskilde Konvent paa en smuk og værdig måde i forsvar mod de angreb, der gjordes på den, og roste den især for "den milde Fordrageligheds Aand og kristelige Tolerance, som er udbredt over den". I året 1856 var han mellem 12 Mænd af meget forskellige politiske og kirkelige anskuelser, som indgav et andragende til kultusminister Hall om dannelsen af et kirkerepræsenterende organ, og han deltog i forhandlingerne om denne sag i Københavns gejstlige konvent. Efter at være kommet til Jylland deltog Gad ikke i offentlige forhandlinger.